# Charles Bémont
Pour les articles homonymes, voir Bémont.
Charles Bémont, né le 16 novembre 1848 à Paris et décédé le 21 septembre 1939 à Croissy-sur-Seine, est un historien français.

## Biographie
D'une famille originaire des Ardennes installée à Paris, il étudie au Lycée Charlemagne, puis à l'École nationale des chartes. En 1884, il obtient le diplôme d'archiviste-paléographe avec une thèse sur Simon V de Montfort, comte de Leicester, et une étude sur la condamnation de Jean sans Terre en 1202. Auparavant, il a fait la connaissance de Gabriel Monod qui le fait participer à la Revue historique dès 1876, et qui le fait entrer à l'École pratique des hautes études à partir de 1887 en tant que maître de conférences. À ses côtés, il sera engagé dans le combat dreyfusard. Il s'intéresse tout particulièrement aux relations entre la France et l'Angleterre au Moyen Âge. Il est secrétaire, puis codirecteur, avec Gabriel Monod, de la Revue historique (succédant à Gustave Fagniez, démissionnaire en 1882) jusqu'en 1939.
- En 1885, l’Académie française lui décerne le prix Thérouanne pour son ouvrage Simon de Montfort, comte de Leicester, sa vie (120 ?-1265), son rôle politique en France et en Angleterre, publié en 1884.
- En 1891, avec Gabriel Monod, il publie Histoire de l'Europe et en particulier de la France de 395 à 1270.
- En 1892, il publie un recueil de documents des XIIe et XIIIe siècles, dont les Chartes des libertés anglaises.
- En 1896, 1900 et 1936, à la suite de Francisque Michel, il publie une première partie des Rôles gascons qui sont des documents administratifs du Moyen Âge. L'Académie des inscriptions et belles-lettres lui décerne le prix Gobert en 1907 pour les tomes II et III de cet ouvrage.
- En 1914, il transcrit et publie les Recogniciones feodorum in Aquitania

Il est fait docteur honoris causa de l'Université d'Oxford en 1909. Il devient membre de la British Academy en 1914, et membre de l'Académie des inscriptions et belles-lettres en 1919. Il est fait commandeur de la Légion d'honneur en juillet 1932.
Il meurt le 21 septembre 1939 dans sa maison de campagne à Croissy-sur-Seine, où une rue  porte désormais son nom.

## Distinctions
- Commandeur de la Légion d'honneur (1932)

## Publications
- Charles Bémont, Simon de Montfort, Comte de Leicester : sa vie (120?-1265) son rôle politique en France et en Angleterre (thèse de doctorat, faculté des lettres de Paris), Paris, Alphonse Picard, 1884 (lire en ligne).
- Charles Bémont, « Simon de Montfort, comte de Leicester : son gouvernement en Gascogne, 1248-1253 », Revue historique, Germer Baillière et Cie, t. 4,‎ 1877, p. 241-277 (lire en ligne).
- Charles Bémont, « La campagne de Poitou, 1242-1243, Taillebourg et Saintes  », Annales du Midi : revue archéologique, historique et philologique de la France méridionale, vol. 5, no 19,‎ 1893, p. 289-314 (lire en ligne).

## Source
- (en) Cet article est partiellement ou en totalité issu de l’article de Wikipédia en anglais intitulé « Charles Bémont » (voir la liste des auteurs).